# Escudo de Nueva Escocia
El Escudo de la provincia de Nueva Escocia es el más antiguo de Canadá. Ellas fueron cedidas en 1625 por el rey Carlos I de Inglaterra a la primera colonia escocesa sobre suelo canadiense. Estas armas fueron usadas por los Barones de la Nueva Escocia, una orden caballeresca.
Ellas son abandonadas cuando Nueva Escocia se unió a la Confederación en 1867, y fueron restablecidas en 1929.

## Descripción
El escudo, una cruz de San Andrés en un campo blanco, es una reversión simple de la bandera escocesa (una cruz de San Andrés blanca sobre un campo azul). También contiene un escudo interior con las armas reales de Escocia, un escudo dorado con un león rampante de gules o rojo encerrado en un trechor, una orla doble decorada con flores de lis.
La cresta la constituyen dos manos, una desnuda y la otra con armadura, sosteniendo sendos ramos de cardo, el emblema de Escocia, y laurel.
En el lema, colocado sobre el escudo según la tradición escocesa, se hace referencia a la cresta: «Munit haec et altera vincit» el cual, traducido en español significa (Una mano defiende y la otra conquista).
El escudo está sujetado por dos figuras: a la izquierda un unicornio de plata, proveniente de las armas reales de Escocia y a la derecha un miembro de la Primera Nación Micmac, autóctona de Nueva Escocia, quien en el lenguaje heráldico del siglo XVII fue representado como un “salvaje”.
El compartimiento incluye cardos y flores de mayo, emblema floral de Nueva Escocia, agregados cuando se retomaron las armas en 1945.